# Cyprinella proserpina
Cyprinella proserpina là một loài cá vây tia thuộc họ Cyprinidae. Loài này có ở México và Hoa Kỳ.
Môi trường sống tự nhiên của chúng là sông ngòi.